# Magenta, Marne
Magenta är en kommun i departementet Marne i regionen Grand Est (tidigare regionen Champagne-Ardenne) i nordöstra Frankrike. Kommunen ligger i kantonen Ay som tillhör arrondissementet Épernay. År 2022 hade Magenta 1 686 invånare.

## Befolkningsutveckling
Antalet invånare i kommunen Magenta
| Referens: INSEE |